# 贺敏学
贺敏学（1904年—1988年），男，江西永新人，中共革命家。第二、四、五届全国人大代表，第四届、第七届全国政协委员，第五、六届全国政协常委。

## 生平
1927年3月在江西省永新县加入中国共产党，担任永新县农民自卫军副指挥、指挥，县革命委员会主席，县委书记。四·一二事件后，与妹贺子珍率部上井冈山。之后认识率领湖南秋收暴动队伍上井冈山的毛泽东，并被汇入其部队。历任工农革命军班长、排长、连长，红32团党委书记，湘赣边区14纵队司令员，江西省苏维埃警备团团长兼政委，红一方面军23军参谋长等职。中央红军主力长征后，留在根据地坚持游击战，任湘粤赣边区游击总指挥等职。
抗日战争时期，历任新四军赣南办事处主任，江南挺进纵队参谋长，华东军政学校校长，抗日军政大学第五分校副教育长兼训练部部长，新四军军部科长，苏浙军区司令部参谋长，第三分区司令员等职。
第二次国共内战时期，历任华东野战军第一纵队参谋长，第四纵队12师师长，第三野战军九兵团27军副军长，参加了豫东、济南、淮海、渡江、淞沪等重大战役。
建国后，先后担任华东军区防空司令部司令员兼政委，上海防空司令部副司令员。1952年从军队转业到地方，历任华东建筑工程总局局长，西北建筑工程总局局长，中共西安市委常委，福建省人民委员会副省长，福建省人大常委会副主任，福建省政协副主席。
1988年4月在福州病逝，享年84岁。 

## 家庭
妹妹贺子珍，妹夫毛澤東。